# Hrdlička senegalská

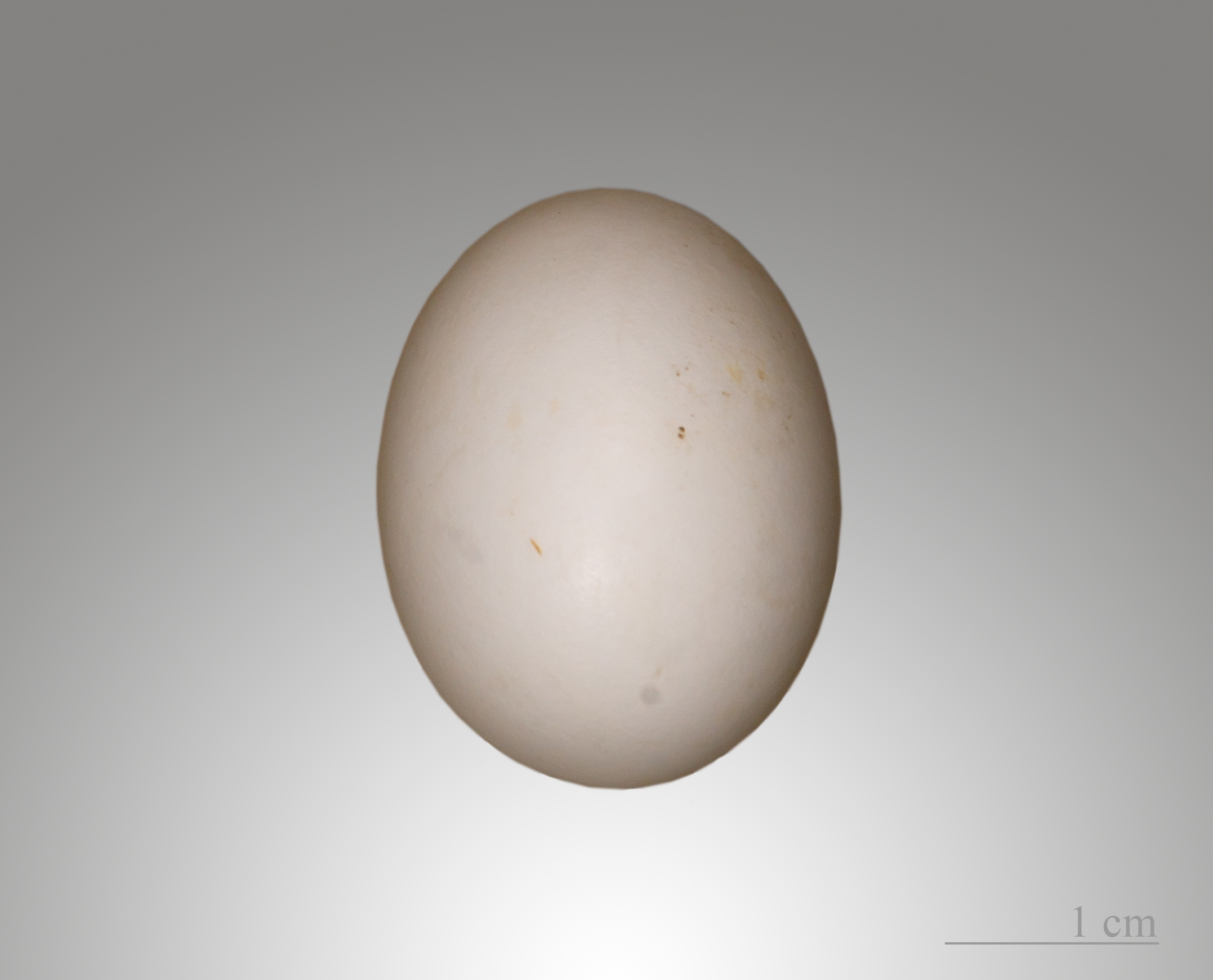
Vejce hrdličky senegalské

Hrdlička senegalská (Spilopelia senegalensis) je druh ptáka z čeledi holubovitých, žijící v afrických tropech jižně od Sahary, na Blízkém východě a v jižní Asii až po Indii. Velikostně se jedná o štíhlý druh, dorůstající 25 centimetrů s dlouhým ocasem. Její záda, křídla a ocas mají červenavou barvu a křídla jsou šedomodrá. Spodní část křídel je kaštanově hnědá. Samec i samice jsou si vzhledově podobní. Živí se travou, semeny, zrninami, další vegetací a drobným hmyzem.